# Antonio Guarnieri
Antonio Guarnieri (Venecia, 1 de febrero de 1880 - Milán, 25 de noviembre de 1952) fue un director de orquesta, compositor y violochelista italiano.
Miembro de una familia de tradición musical (su padre, Luigi fue contrabajista, y sus hermanos Francesco y Guglielmina, violinistas), estudió violonchelo en Venecia, y órgano y composición con Marco Enrico Bossi. Comienza como instrumentista, formando parte del Cuarteto Martucci. Debuta como director en Siena en 1904, apareciendo sucesivamente en Viena (1912), Buenos Aires (1913), Florencia (Parsifal, en 1914), y, finalmente, en 1922, la Scala de Milán, donde dirigirá asiduamente hasta el final de su carrera, particularmente las óperas de Wagner, de las que se hizo especialista. También dirigió preferentemente óperas raras, tanto clásicas como modernas.
Fue titular de la cátedra de perfeccionamiento de dirección de orquesta en la Accademia Musicale Chigiana de Siena, donde fue maestro, entre otros, de Bruno Maderna.